# Eupithecia exheres
Eupithecia exheres es una especie de polilla de la familia Geometridae. La especie fue descrita por primera vez por Claude Herbulot habiendo sido descrita en 1954, con distribución en Madagascar. El holotipo de la especie fue descrita en la selva Ambahona en los límites del macizo de Ankaratra.